# Rinoscopio

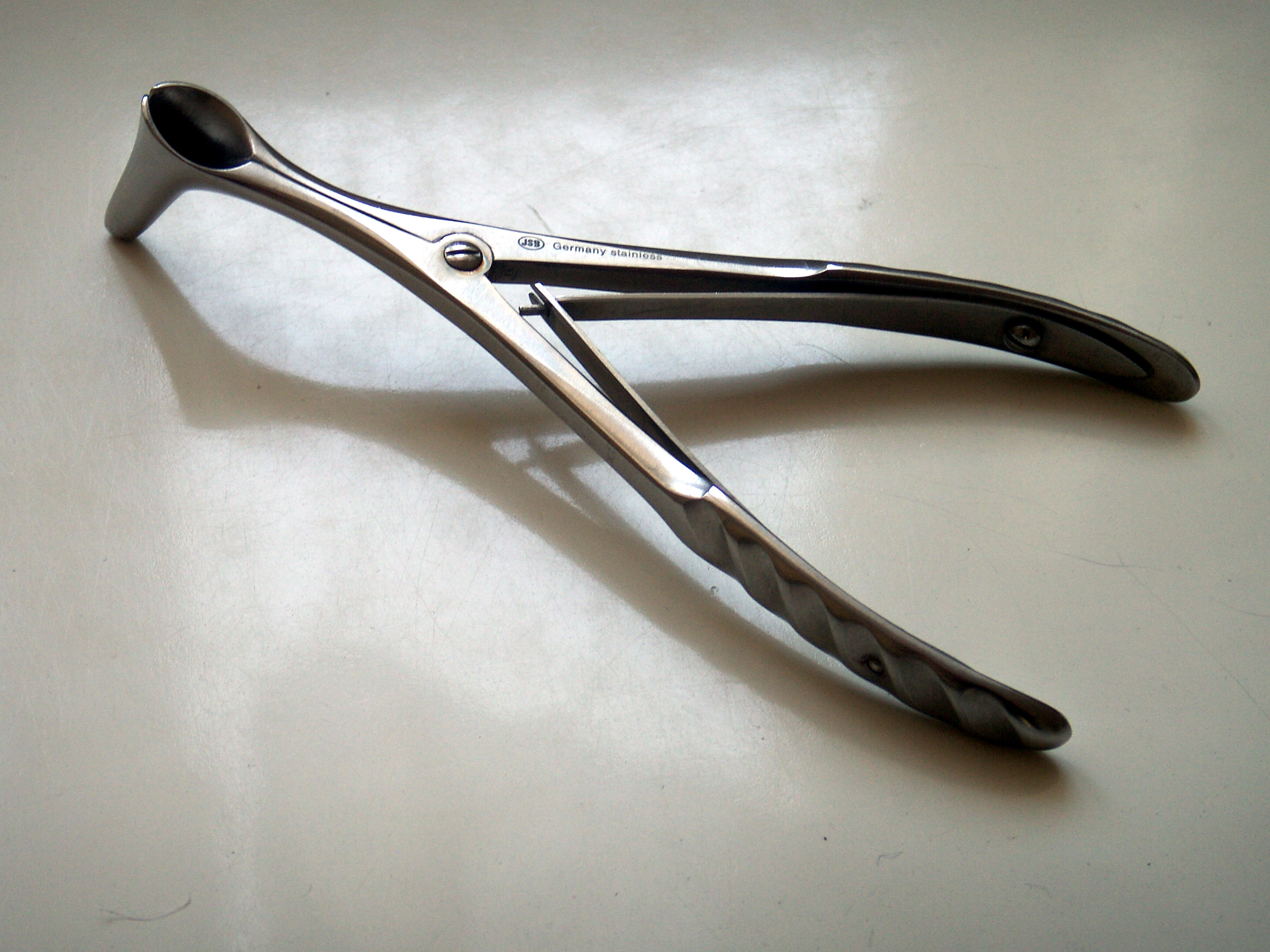
Rinoscopio

Un rinoscopio (o nasoscopio) è uno strumento sottile, simile a un tubo, utilizzato per esaminare l'interno del naso. Un rinoscopio ha una luce e una lente per la visualizzazione e può avere uno strumento per rimuovere i tessuti.

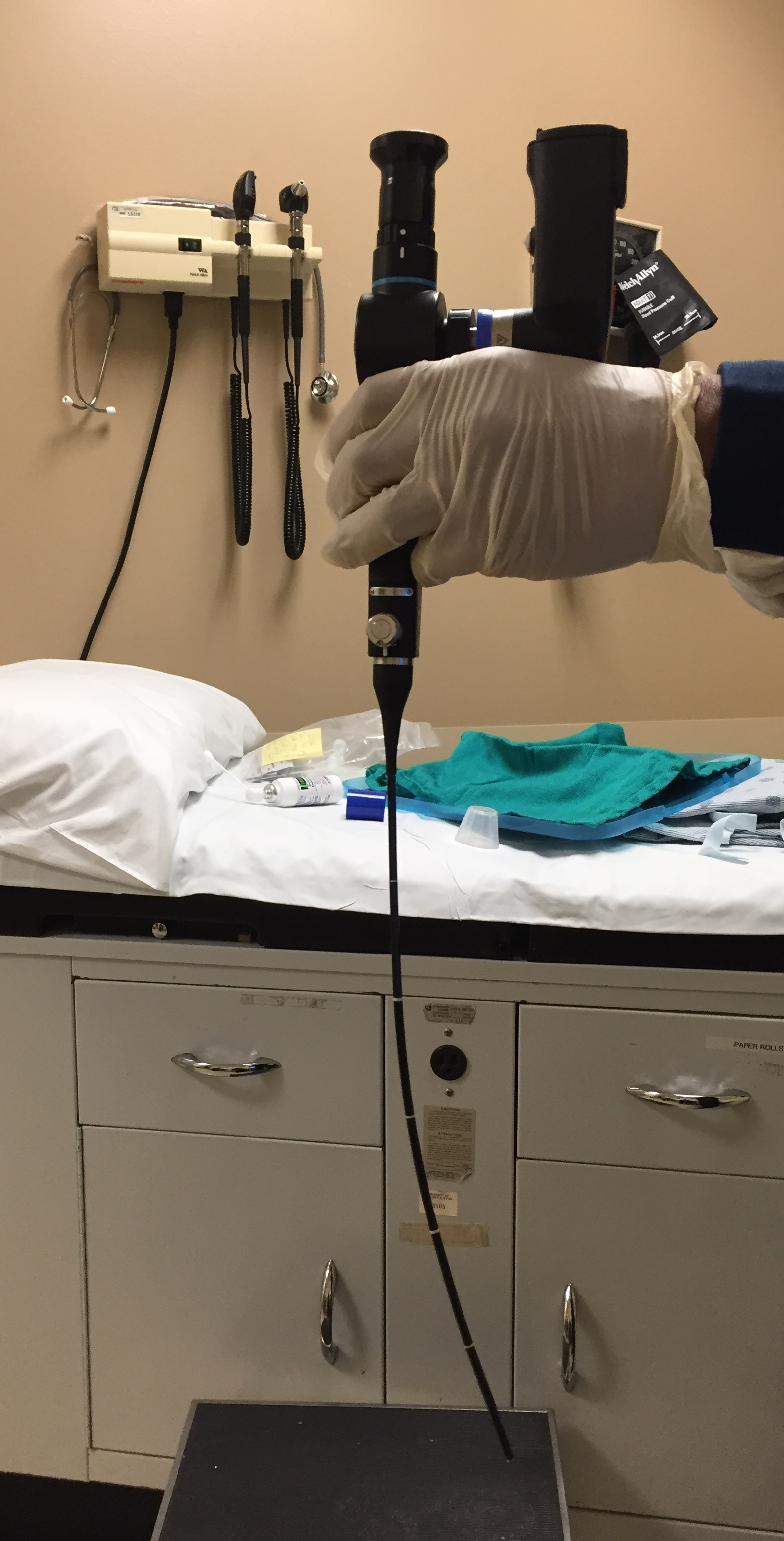
Rinoscopio endoscopico

## Tipi
La rinoscopia viene eseguita con due procedure:
- rinoscopia anteriore con speculum nasale;
- rinoscopia posteriore mediante rinoscopio endoscopico.

### Rinoscopia anteriore
Nella rinoscopia anteriore, il rinoscopio viene fatto avanzare attraverso il naso per esaminare la cavità nasale.

### Rinoscopia posteriore
Nella rinoscopia posteriore, l'endoscopio viene fatto avanzare attraverso la bocca per esaminare la parte posteriore della cavità nasale sopra il palato molle e può essere utilizzato per visualizzare l'orofaringe al di sotto di essa.
Le strutture osservate nella rinoscopia posteriore includono il bordo posteriore del setto nasale, la fossa del Roosenmuller, l'apertura della tuba di Eustachio, la superficie superiore del palato molle.